# Gracie Fields
Gracie Fields (Rochdale, 9 gennaio 1898 – Capri, 27 settembre 1979) è stata un'attrice, cantante e comica inglese.

## Biografia
Gracie Fields nacque a Rochdale, dove sua nonna vendeva fish and chips a Molesworth Street. Fece la sua prima apparizione sul palcoscenico nel 1905, a soli 7 anni. Anche i suoi tre fratelli, Edith, Betty e Tommy si dedicarono al teatro. Nel 1910 fece il suo debutto professionale e poco dopo abbandonò il suo lavoro in una fileria di cotone per dedicarsi esclusivamente alla recitazione.
Gracie Fields è stata la prima attrice in assoluto a interpretare il ruolo di Miss Marple in una produzione basata su uno dei romanzi di Agatha Christie

Successivamente conobbe il comandante Archie Pitt ed iniziarono a lavorare insieme. Pitt diventerà suo agente per poi sposarsi nel 1923. Nel marzo 1940 sposò l'attore e regista Monty Banks. Interpretò sia film che spettacoli. Morì il 27 settembre 1979 a Capri, all'età di 81 anni.

## Filmografia

### Cinema
- Sally in Our Alley, regia di Maurice Elvey (1931)
- Looking on the Bright Side, regia di Graham Cutts (1932)
- This Week of Grace, regia di Maurice Elvey (1933)
- Love, Life and Laughter, regia di Maurice Elvey (1934)
- Sing As We Go, regia di Basil Dean (1934)
- Look Up and Laugh, regia di Basil Dean (1935)
- Queen of Hearts, regia di Monty Banks (1936)
- The Show Goes On, regia di Basil Dean (1937)
- We're Going to Be Rich, regia di Monty Banks (1938)
- Keep Smiling, regia di Monty Banks (1938)
- Shipyard Sally, regia di Monty Banks (1939)
- La taverna delle stelle (Stage Door Canteen), regia di Frank Borzage - cameo (1943)
- Marito a sorpresa (Holy Matrimony), regia di John M. Stahl (1943)
- Molly and Me, regia di Lewis Seiler (1945)
- A Parigi nell'ombra (Paris Underground), regia di Gregory Ratoff (1945)
- Un delitto avrà luogo (A Murder is Announced), regia di Paul Stanley (1956)

### Televisione
- The DuPont Show of the Month – serie TV, episodio 1x07 (1958)